# Parafia św. Franciszka z Asyżu w Komprachcicach
Parafia św. Franciszka z Asyżu – rzymskokatolicka parafia, położona przy ulicy Niemodlińskiej 16 w Komprachcicach. Parafia należy do dekanatu Prószków w diecezji opolskiej.

## Historia parafii
Komprachcice wymienia Księga uposażeń biskupstwa wrocławskiego z początku XIV w. oraz w roku 1335 wykaz dziesięcin archiprezbiteratu niemodlińskiego, autorstwa papieskiego legata Galharda de Carceribus. Kościół parafialny pod wezwaniem św. Marcina powstał prawdopodobnie na przełomie XIII i XIV w. Dokument z roku 1398 zanotował istnienie proboszcza ("Stephano plebano de Gumpertivilla"). Kościół parafialny w Komprachcicach ujęty został w ramach archiprezbiteratu niemodlińskiego w rejestrze świętopietrza z archidiakonatu opolskiego z 1447 roku. Parafia jednak została utworzona w 1680 roku. Do 1680 roku duszpasterstwo prowadzili księża z kolegiaty św. Krzyża w Opolu. W latach 1867–1886 parafia obejmowała miejscowości: Komprachcice, Osiny oraz Polską Nową Wieś, gdzie znajdował się kościół. W 1880 lub 1889 do parafii zostały przyłączone Ochodze. W 1936 roku Polska Nowa Wieś wydzieliła się w osobną parafię, w 1942 - Ochodze. Obecny kościół parafialny został wybudowany w 1935 roku, a w 1936 roku został konsekrowany przez kardynała A. Bertrama. Proboszczem parafii jest ks. Winfried Watoła.

## Zasięg parafii
Parafię zamieszkuje 2570 mieszkańców, zasięgiem duszpasterskim obejmuje ona miejscowości:
- Komprachcice,
- Osiny.

### Inne kościoły, kaplice i domy zakonne
- kaplica w klasztorze Sióstr Służebniczek NMP Niepokalanie Poczętej (ABMV),
- Zgromadzenie Sióstr Służebniczek NMP Niepokalanie Poczętej w Komprachcicach.

### Szkoły i przedszkola
- Publiczne Przedszkole w Komprachcicach,
- Publiczna Szkoła Podstawowa w Komprachcicach,
- Publiczne Przedszkole w Komprachcicach[4].

## Duszpasterze

### Proboszczowie w XX wieku
- ks. dziekan Alfons Bul,
- ks. infułat Franciszek Niedzballa 1935-1940,
- ks. Walter Jaesche 1940-1954,
- ks. prałat Bolesław Biliński 1954-1992,
- ks. Franciszek Paszek 1992–2003,
- ks. Winfried Watoła 2003-nadal[5].

## Grupy parafialne
- Szafarze,
- Róże Różańcowe,
- III Zakon,
- Caritas,
- Siostry Służebniczki[6].